# S&W M19に関連する作品の一覧
S&W M19に関連する作品の一覧は、アメリカ合衆国のS&W社の回転式拳銃S&W M19に関連する作品の一覧である。

## 映画・テレビドラマ
『相棒season14』
廃工場に潜んでいたチンピラが角田課長を撃つ際に使用する。
『アウトレイジ』
石原が2.5インチモデルを使用。グバナン大使に闇カジノの経営を強制させるシーンに登場（発砲なし）。また、大友組を裏切り、山王会にカチコミに行くフリをする場面で、自身の横領を知っていた舎弟の頭に本銃の銃口を突き付け、車内で射殺する。
『ガントレット』
主人公のベン・ショックリー刑事（クリント・イーストウッド）が、M66の2.5インチモデルを使用。
『刑事貴族』
須藤刑事が使用。
『ザ・シークレット・サービス』
冒頭のシーンに登場する。
『スニッファー 嗅覚捜査官』
小向達朗がM19の2.5インチモデルを使用。
『西部警察』
『ゾーン・オブ・ザ・デッド』
『ソルトン・シー』
『ダイ・ハード2』
『タイトロープ』
ウェス・ブロック刑事（クリント・イーストウッド）が、M66の2.5インチモデルを使用。
『チャイルド・プレイ』
チャールズ・リー・レイ（ブラッド・ドゥーリフ）が、2.5インチモデルをマイク刑事との銃撃戦で使用。
『トレーニング デイ』
『バトルロワイアル』
元渕恭一が使用していたものを、主人公の七原秋也が使用。
『バレットブレイク』
『ハンチョウ〜神南署安積班〜』
3シリーズともに村雨秋彦刑事が使用。
『フェイス/オフ』
ショーン・アーチャー刑事（ジョン・トラボルタ）が、M66の2.5インチモデルをバックアップガンとして使用。
『ブラインド・フューリー』
『ブラック・レイン』
ニックの相棒チャーリー・ビンセントがM66の2.5インチモデルを所持しており、後に松本刑事からニックへ遺品として渡される。
『ブロークン・アロー』
『ペイバック』
主人公、ポーター（メル・ギブソン）が使用。
『マイアミバイス』
ジーナが使用。
『もっとあぶない刑事』
谷村刑事が初期の頃に2.5インチモデルを使用している。
『蘇える金狼』
テレビドラマ版にて茂義賀津夫がM66を使用。
『ラスト・ボーイスカウト』
ジョー・ハレンベック（ブルース・ウィリス）がM19の2.5インチモデルを使用。
『ランボー』
ティーズル保安官がM66を所持しており、天井裏を捜索する際に使用。
『リーサル・ウェポンシリーズ』
全作品に渡ってロジャー・マータフが使用。
『アウトバーンコップ』
主人公のゼミル・ゲーカンが使用するワルサーP88コンパクトの代替品として使用された。

## 漫画・アニメ
『ゴルゴ13』
ゴルゴ13が2.5インチモデルをS&W M10 2インチ、S&W M36 2インチとともに愛用。
『シティーハンター』
第16巻で槇村香が使用。第32巻でも、ミック・エンジェルとの対決の際に香が使用した。
『ニセコイ』
鶫 誠士郎が、ブレザーの袖に仕込み拳銃として携帯している。グリップは木製もしくはそれに似た色のもの。
『ルパン三世』
次元大介が、漫画『ルパン三世Y』では2.5インチモデル、アニメでは4インチモデルを使用。ステンレスモデルではないが、使いこまれて表面処理が剥がれ、銀色になっている。
『BANANA FISH』
アッシュ・リンクスが改造した3.5インチモデルを使用。グリップは木製ではないがステンレス製でもなく、金属製という事以外は不明。
『ドラえもん』
「ノゾミルじゅう」の不明。

## ゲーム
『The Last of Us』
「リボルバー」の名称で登場。初期状態ではノンフルートシリンダーだが、改造することでフルートありのシリンダーになる。続編の『The Last of Us Part II』では、前作でジョエルが使用していた同様の物が登場。
『WarRock』
ゲーム内通貨で購入可能。
『バトルフィールド ベトナム』
アメリカ陸軍・アメリカ海兵隊・グリーンベレー・南ベトナム軍の拳銃として登場する。
『メタルギアソリッド ピースウォーカー』
作中で唯一の回転式拳銃として登場。開発が進むと長銃身化やレーザーサイトの付加も可能となる。